# Hugo Balzer
Hugo Balzer (Duisburg-Meiderich, 1894 - Ratingen-Hösel, 1985) fou un director d'orquestra alemany.
Acabats els estudis en el Conservatori de Colònia, inicià la seva carrera musical el 1918 com a concertista de piano, i al cap de poc empunyà la batuta, actuant com a director de l'orquestra en l'Òpera d'Essen. De seguida dirigí concerts en la cort de Schaumburg-Lippe i en diverses capitals d'Europa, passant als Estats Units, d'on retornà el 1923, per regir els espectacles d'òpera i les audicions orquestrals a Düsseldorf.
El 1929 se'l nomenà director general de la Hochschule für Musik Freiburg (Friburg de Brisgòvia); el 1933 torn a Düsseldorf per dirigir el Conservatori, i des de 1937 pren al seu càrrec els festivals representatius de la música del Reich, fent-se creditor a diverses distincions oficials el 1939.
Com a substitut del titular, Furtwängler, va conduir les execucions de l'Orquestra Filharmònica de Berlín, tant en aquesta capital com en altres ciutats alemanyes, dirigint periòdicament aquesta agrupació en les seves excursions artístiques a quasi tots els països d'Europa, presentant-se a Espanya la temporada de la quaresma de 1941. També fou director de la Düsseldorfer Symphoniker del 1933 al 1945.